# ساتورو کوساکی
ساتورو کوساکی (انگلیسی: Satoru Kōsaki؛ زادهٔ ۱۶ سپتامبر ۱۹۷۴) آهنگساز و تنظیم کننده موسیقی اهل ژاپن است.